# 1680 w literaturze
Wydarzenia literackie w 1680 roku.

## Nowe książki
- polskie

## Urodzili się
- Barthold Heinrich Brockes, niemiecki poeta

## Zmarli
- Samuel Butler, angielski poeta